# Бертон (Техас)
Бертон (англ. Burton) — місто (англ. city) в США, в окрузі Вашингтон штату Техас. Населення — 297 осіб (2020).

## Географія
Бертон розташований за координатами 30°10′56″ пн. ш. 96°36′5″ зх. д. / 30.18222° пн. ш. 96.60139° зх. д. (30.182103, -96.601483).  За даними Бюро перепису населення США в 2010 році місто мало площу 3,10 км², з яких 3,06 км² — суходіл та 0,04 км² — водойми.

## Демографія
Згідно з переписом 2010 року, у місті мешкало 300 осіб у 134 домогосподарствах у складі 87 родин. Густота населення становила 97 осіб/км².  Було 183 помешкання (59/км²).
Расовий склад населення:
| - 82,0 % — білих - 16,7 % — чорних або афроамериканців - 0,3 % — корінних американців - 0,3 % — азіатів |

До двох чи більше рас належало 0,7 %. Частка іспаномовних становила 2,0 % від усіх жителів.
За віковим діапазоном населення розподілялося таким чином: 21,3 % — особи молодші 18 років, 57,0 % — особи у віці 18—64 років, 21,7 % — особи у віці 65 років та старші. Медіана віку мешканця становила 48,0 року. На 100 осіб жіночої статі у місті припадало 85,2 чоловіків;  на 100 жінок у віці від 18 років та старших — 91,9 чоловіків також старших 18 років.
Середній дохід на одне домашнє господарство  становив 63 557 доларів США (медіана — 60 625), а середній дохід на одну сім'ю — 84 835 доларів (медіана — 85 550). За межею бідності перебувало 4,1 % осіб, у тому числі 0,0 % дітей у віці до 18 років та 8,8 % осіб у віці 65 років та старших.
Цивільне працевлаштоване населення становило 141 особа. Основні галузі зайнятості: виробництво — 39,0 %, освіта, охорона здоров'я та соціальна допомога — 27,7 %, мистецтво, розваги та відпочинок — 7,1 %, роздрібна торгівля — 5,0 %.